# Ben & Lasse
Ben & Lasse ist eine christliche Kinderbuchreihe des Autors Harry Voß, die von 2016 bis 2021 beim SCM-Verlag und beim Bibellesebund erschien.

## Handlung und Figuren
Hauptperson der Buchreihe ist der elfjährige Benjamin Baumann, kurz Ben, aus dessen Perspektive die Geschichten erzählt werden. Meist an seiner Seite ist sein sechsjähriger Bruder Lasse, der durch seine vorlaute und unbedachte Art oft für Probleme und Verwirrungen sorgt. Der Vater der beiden ist Polizist, weswegen Ben und Lasse auch den Wunsch hegen, irgendwann Polizisten oder Geheimagenten zu werden. In jedem der insgesamt sechs Bände geraten die zwei Brüder in irgendeinen Kriminalfall und versuchen diesen mit ihren Mitteln zu lösen. Dabei geraten sie jedes Mal unbeabsichtigt in scheinbar ausweglose Situationen und bringen sich selbst und meist auch andere in Gefahr. Jedes Abenteuer endet mit einem Happy End und jeder Einzelband ist in sich abgeschlossen.
In jedem der Bücher wird neben der Geschichte auch ein biblisches Thema behandelt, das gegen Anfang des Buches in die Handlung eingeführt wird (z. B. im Religionsunterricht in Bens Klasse diskutiert wird) und sich danach als eine Art roter Faden durch die Handlung zieht.
In jedem Band gibt es andere Hauptfiguren, mit denen Ben und Lasse gemeinsam in das Abenteuer hineingezogen werden. Dies sind im ersten bis dritten Band Mitschüler von Ben oder Lasse. In den späteren Bänden sind es Zufallsbekanntschaften oder andere Kinder aus dem Kindergottesdienst ihrer Kirchengemeinde.

## Bände

### Hauptreihe
Die Hauptreihe besteht aus sechs Bänden. Alle werden aus der Ich-Erzählperspektive von Ben aus erzählt und sind im Präsens geschrieben. Von allen Bänden existiert ebenfalls eine Ausgabe beim Bibellesebund unter einer andern ISBN.
- Band 1 – Agenten mit zu großer Klappe, SCM R. Brockhaus, Witten 2016, ISBN 978-3-417-28763-9
- Band 2 – Agenten ohne heiße Spur, SCM R. Brockhaus, Witten 2017, ISBN 978-3-417-28774-5
- Band 3 – Agenten außer Rand und Band, SCM R.Brockhaus, Witten 2017, ISBN 978-3-417-28787-5.
- Band 4 – Agenten hinter Schloß und Riegel, SCM R. Brockhaus, Witten 2018, ISBN 978-3-417-28814-8.
- Band 5 – Agenten als Piratenbeute, SCM R. Brockhaus, Witten 2019, ISBN 978-3-417-28854-4
- Band 6 – Agenten sitzen in der Falle, SCM R. Brockhaus, Witten 2021, ISBN 978-3-417-28933-6[3]

### Weihnachtsbände
In der Reihe sind, teilweise noch vor der Veröffentlichung von Agenten mit zu großer Klappe, zudem vier Weihnachtsbände, jeweils unterteilt in 24 Kapitel erschienen.
- Schmuggler unterm Kirchendach: ein Weihnachtskrimi, SCM R. Brockhaus, Witten, ISBN 978-3-417-28664-9.
- Stille Nacht, unheimliche Nacht, Bibellesebund, Gummersbach 2015, ISBN 978-3-95568-131-9.
- Der Rucksack mit dem Diebesgut, Bibellesebund, Gummersbach, 2018, ISBN 9783955682675
- Mit Räubern auf der Flucht, Bibellesebund, Gummersbach, 2019, ISBN 9783955682675

### Medien Ableger
- Das Agenten-Knobel-Rate-Buch. Geschichten zum Mitfiebern und Spurensuchen, SCM R.Brockhaus, Witten 2018, ISBN 978-3-417-28795-0.
- Grusel in der Tüte (Comic), SCM R.Brockhaus, Witten 2018, ISBN 978-3-417-28819-3.

### Hörbücher
Die Weihnachtsabenteuer und die Bücher der Hauptreihe sind als gekürzte Hörbücher beim SCM-Verlag erschienen. Gelesen werden sie von Bodo Primus. Zusätzlich sind mehrere Geschichten zu verschiedenen Anlässen, die es nicht als Buch gibt, als Hörbuch veröffentlicht worden.